# 中國鋁罐
中國鋁罐控股有限公司，簡稱中國鋁罐控股，以及中國鋁罐（英語：China Aluminum Cans Holdings Limited，港交所：6898），於2002年由主席连运增和配偶高秀媚創立，名為「广东欧亚包装股份有限公司」。
總部位於香港上环文咸西街59/67号金日集团中心20楼G室。業務為设计、研发、生产和销售各種多种规格及多种款式的铝质气雾罐
該股份在2013年7月12日於港交所主板上市。招股價為1港元，發行新股為1億股，集資額為1億港元。

## 連結
- 公司網站 （页面存档备份，存于）